# Девід і Лейла
«Девід і Лейла» (англ. David & Layla) — американський фільм 2005 року, драмедійна історія кохання людей різних культурно-традиційних прошарків — єврея Девіда (Давіда) та Лейли із мусульманської родини.
Фільм заснований на реальній історії стосунків колишніх жителів Нью-Йорка, місцевого єврея Девіда Рубі та біженки-мусульманки Альван Джафф. У стрічці Давід/Девід (актор Девід Москоу), телеведучий програми «Секс та щастя», під час підготовки чергового випуску знайомиться з біженкою Лейлою (акторка Шива Роуз), яку потім зустрічає в нічному клубі, де дівчина виконує екзотичні східні танці. Потяг до таємничої Лейли перетворюється на кохання, якому можуть заважити лише власні родини героїв, які різко не схвалюють стосунки між юдеями та мусульманами. Події набирають обертів, коли міграційна служба попереджає Лейлу про депортацію і залишитися вона зможе, якщо вийде заміж за американця. Лейла має обрати: підкоритися батькам та одружитися з лікарем-мусульманином, або послухати свого серця та вибрати Девіда.

## У ролях
- Девід Москоу — Девід Файн
- Шива Роуз — Лейла
- Келлі Торн — Еббі
- Пітер ван Вагнер — Мел Файн
- Поллі Адамс — Джудіт Файн
- Вілл Яновітц — Вуді Файн
- Анна Джордж — Зіна
- Ед Чемали — дядько Алі
- Александер Блейз — Франсуа
- Тібор Фельдман — рабин Рабинович

## Сприйняття
У 2006 році фільм висунутий на 6 номінацій чотирьох премій незалежного кіно та переміг в усіх номінаціях. Нагороди отримали: акторка Шива Роуз (2 премії) та режисер Джей Джонрой / Джи Джи Алані (4 премії)

## Цікаві факти
- Мусульмансько-єврейська пара Альван Джафф і Девіда Рубі, історія якої надихнула продюсера і режисера фільму Джея Джонроя, з'являється у стрічці як камео.